# 하시모토 게이고
하시모토 게이고(일본어: 橋本 啓吾, 1998년 9월 17일~)는 일본의 축구 선수이다.

## 구단 경력
그는 2021년 J3리그의 테게바자로 미야자키에 입단했다.